# Mulundo
Mulundo é uma aldeia de São Tomé e Príncipe, localiza-se no Distrito de Lembá, ilha de São Tomé, próxima às localidades de Diogo Vaz, Arribana.